# Nuovo ospedale di San Giovanni di Dio

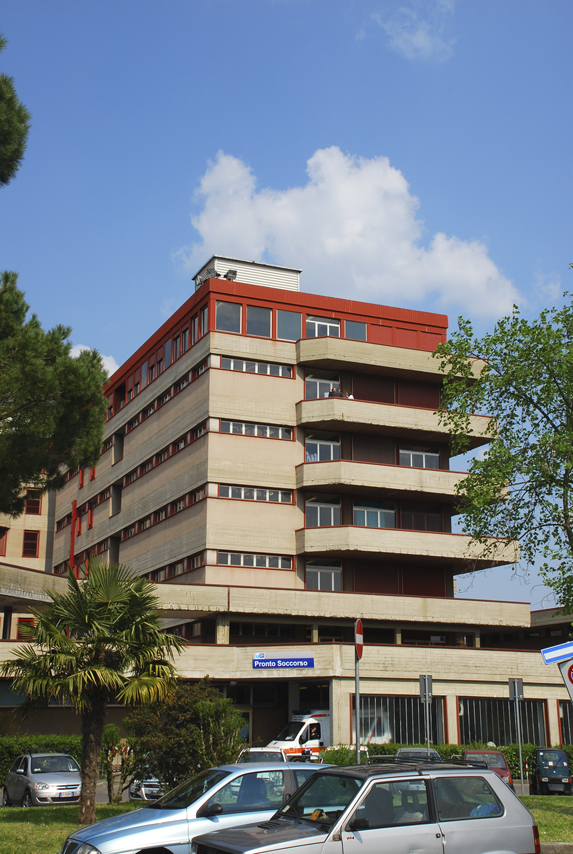
Ospedale di Torre Galli: entrata del Pronto Soccorso (sul lato destro, rispetto all'entrata principale).

Il Nuovo Ospedale di San Giovanni di Dio si trova a Firenze in località Soffiano-Le Bagnese. È detto anche di Torregalli, dal nome del Castello di Torre Galli (XIII-XIX secolo) accanto al quale sorge.
Ha ereditato l'attività ospitaliera dell'ospedale vecchio di San Giovanni di Dio, nel centro cittadino. È un ospedale generale con oltre 300 posti letto. Presso l'Ospedale opera un Reparto Clinico Universitario di Malattie Infettive. Dal 1995 è stato collegato con l'Istituto Ortopedico Toscano.

## Reparti di degenza e servizi
- Pronto Soccorso
- Allergologia e Immunologia clinica
- Laboratorio di analisi
- Anatomia patologica
- Anestesia e Rianimazione
- Assistenza sociale
- Cardiologia
- Centro sangue
- Chirurgia generale
- Chirurgia vascolare
- Dipartimento d'Emergenza e Accettazione (D.E.A.)
- Diabetologia
- Dietetica
- Emodialisi
- Endoscopia digestiva
- Farmacia ospedaliera
- Laboratorio di immunologia - allergologia
- Medicina generale (3 reparti)
- Nefrologia
- Oculistica
- Odontostomatologia
- Osservazione Clinica Degenza Breve
- Day hospital Oncologico
- Ortopedia
- Ostetricia e Ginecologia
- Day hospital Ginecologico
- Pediatria e Neonatologia
- Poliambulatori
- Psichiatria
- Radiologia
- Reumatologia
- Riabilitazione Funzionale
- Urologia f.f.
- Unità Terapia Intensiva Coronarica (U.T.I.C.) - S.I.C.